# Gaganyaan-4
Gaganyaan-4 (do sânscrito : gagana, “celestial” e yāna, “nave, veículo”) será o primeiro voo tripulado do programa Gaganyaan, com lançamento previsto para 2027.

## Missão
A missão deverá demonstrar a capacidade indiana na realização de voo espacial tripulado, enviando uma tripulação a uma órbita de 400 km de altitude por 7 dias. Falando em janeiro de 2020 para o Hindustan Times, Anonna Dutt cita K. Sivan, então presidente da ISRO, dizendo:

Estamos desenvolvendo essa missão para que três pessoas orbitem a Terra por sete dias. Entretando, o número de tripulantes e o tempo no espaço será decidido após os voos não tripulados.
Em outubro de 2023, foi anunciado que o primeiro voo tripulado ocorreria após três missões não tripuladas do HLVM3. O lançamento está previsto para 2027 com a cápsula amerissando no Oceano Índico.

## Tripulantes
Os astronautas do programa Gaganyan, Prasanth Nair, Angad Pratap, Ajit Krishnan e Shubhanshu Shukla, foram anunciados no dia 27 de fevereiro de 2024. Os selecionados para o primeiro voo espacial farão parte deste grupo de astronautas, e um deles voará para a ISS em 2024. Considera-se que um ou dois tripulantes farão parte desta missão.

## Nave espacial

Representação do LVM3

Gaganyaan, é uma nave espacial tripulada que deverá ser a primeira do programa espacial tripulado indiano. A nave foi projetada para carregar três pessoas e uma versão atualizada será capaz de realizar manobragem e acoplagem. Em sua primeira missão tripulada, a cápsula orbitará a Terra por vários dias. Originalmente, esperava-se que a primeira missão ocorresse em dezembro de 2021, 2025, e agora, 2027.

## Veículo de lançamento
O foguete LMV3 é um foguete de três estágios de lançamento médio desenvolvido pela ISRO. Originalmente projetado para atingir órbitas geoestacionárias, também realizará missões tripuladas. LMV3 têm uma capacidade de carga maior do que seu predecessor, o GSLV.

## Precedentes
O programa espacial tripulado indiano é um programa em andamento da ISRO visando desenvolver a capacidade de voo espacial tripulado em órbita terrestre baixa. Três voos não tripulados, Gaganyaan-1, Gaganyaan-2 e Gaganyaan-3 serão lançados entre 2024 e 2025, com um voo tripulado ocorrendo em 2025.
Antes do anúncio do Gaganyaan em agosto de 2018, o voo espacial tripulado não era uma prioridade da agência. Porém, a ISRO esteve trabalhando em tecnologias conectadas desde 2007, além de ter realizado o CARE e o TA. Em dezembro de 2018, o governo aprovou um investimento adicional de ₹100 bilhões para um voo de 7 dias com 2 ou 3 astronautas.
Se bem-sucedido, a Índia será o quarto país a realizar um voo espacial tripulado de forma independente, após a URSS/Rússia, EUA e China. Após realizar os primeiros voos tripulados, a agência espera iniciar a construção de uma estação espacial, pousos lunares tripulados e missões interplanetárias tripuladas no longo prazo.

## Colaboração internacional
ISRO, o Departamento de Espaço e o Centro Nacional Indiano de Promoção e Autorização Espacial (IN-SPACe), juntamente com a Voyager Space, concordaram com um memorando de entendimento para explorar o uso da Gaganyaan para transporte de tripulantes para a futura estação espacial Starlab.